# Magnus Helmner
Magnus Ingemar Helmner, född 9 juni 1972 i Svennevads församling, Örebro län, är en svensk sångare och låtskrivare som i sitt yrke annars arbetar med utslagna i Stockholm. 
Magnus Helmner är son till sångarpastorn och författaren Ingemar Helmner och Agneta, ogift Gunnarsson.
Helmner växte upp i Sävsjötrakten i Småland och kom till Stockholm där han studerade i teologi vid Teologiska högskolan Stockholm i ett år. Han arbetade sedan som ungdomsledare i församlingar som Immanuelskyrkan, Stockholm innan han 2003 blev föreningskonsulent vid "Ny gemenskap" som arbetar med hemlösa och utslagna i centrala Stockholm. Han är en av initiativtagarna till det årligen återkommande "Jul i gemenskap" som år 2007 lockade omkring 1500 gäster som annars fått fira jul i ensamhet. På senare år har alltfler utförsäkrade märkts bland besökarna i föreningens verksamhet.
Han skivdebuterade med "Helmners hus" 2002 där han ville "med orden bygga broar mellan olika människors situationer, mellan andligt-världsligt, närma sig sin egen sanning och andras". Därefter har han släppt ytterligare tre plattor. "Hans textförfattande präglas av ett socialt engagemang och något obotligt trosvisst", skrev en recensent efter tredje skivsläppet. Hösten 2013 kom fjärde plattan Tillsammans Genom Livet där även Mats Ronander och Sara Isaksson medverkar.
Magnus Helmner var 1994–1999 gift med Anette Jakobsson (född 1974). Tillsammans med Lina Magnusson (född 1971) har han en son (född 2010) och en dotter (född 2013).

## Diskografi i urval
- 2002 – Helmners hus
- 2003 – Various – Nålens Öga (en bland flera medverkande)[9]
- 2007 – C/o Ny gemenskap[10]
- 2009 – Stilla havet
- 2013 – Tillsammans Genom Livet[8]
- 2015 – Kom Lite Närmre
- 2019 — ’’Hjärtats Röst’’
- 2023 - Pilgrim